# Purila
Purila är en ort i Estland. Den ligger i Rapla kommun och landskapet Raplamaa, i den centrala delen av landet, 40 km söder om huvudstaden Tallinn. Purila ligger 70 meter över havet och antalet invånare är 176.
Terrängen runt Purila är mycket platt. Runt Purila är det glesbefolkat, med 15 invånare per kvadratkilometer. Närmaste större samhälle är Rapla, 9,0 km söder om Purila. I omgivningarna runt Purila växer i huvudsak blandskog.